# Tillandsia rubella
Tillandsia rubella är en gräsväxtart som beskrevs av John Gilbert Baker. Tillandsia rubella ingår i släktet Tillandsia och familjen Bromeliaceae. Inga underarter finns listade i Catalogue of Life.